# Вильгельм III Оранский
Вильге́льм III, принц Оранский, или Виллем ван Оранье-Нассау (нидерл. Willem Hendrik, Prins van Oranje; 4 (14) ноября 1650, Гаага — 8 (19) марта 1702, Лондон) — правитель Нидерландов (статхаудер) с 28 июня (8 июля) 1672, король Англии (под именем Вильгельм III, англ. William III) с 13 (23) февраля 1689 и король Шотландии (под именем Вильгельм II, англ. William II) с 11 (21) апреля 1689.
Английские историки практически единодушно дают Вильгельму III как правителю Англии и Шотландии высокую оценку. В годы его правления были проведены глубокие реформы, заложившие основу политической и хозяйственной системы страны. В эти годы начинается стремительный взлёт Англии и её превращение в могучую мировую державу. Одновременно закладывается традиция, по которой власть монарха ограничивается рядом законоположений, установленных фундаментальным «Биллем о правах английских граждан».

## Ранние годы

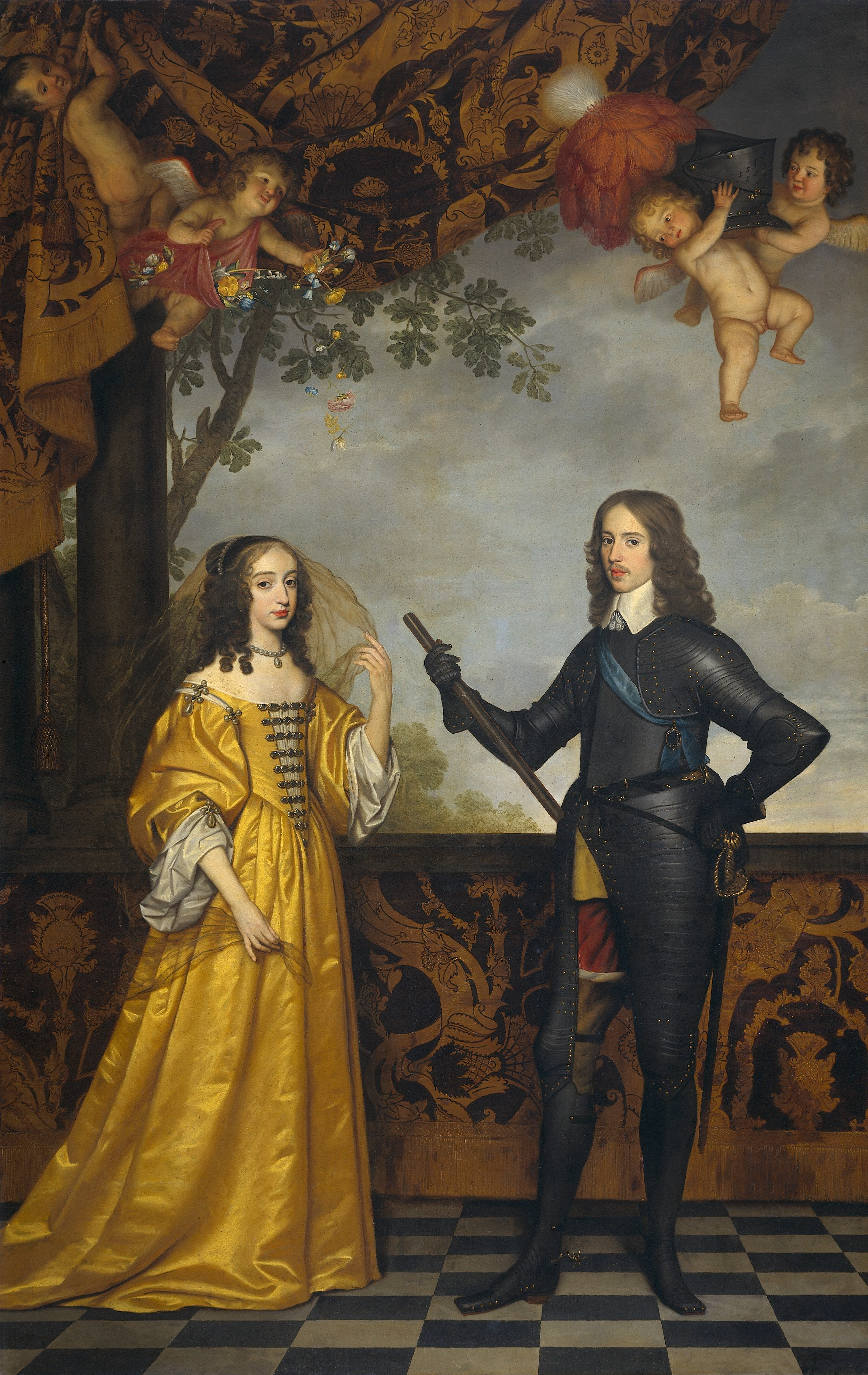
Родители Вильгельма — Вильгельм II Оранский и Мария Стюарт

### Рождение и семья
Вильгельм Генрих Оранский родился в Гааге в Республике Соединённых провинций 4 (14) ноября 1650 года. Он был единственным ребёнком штатгальтера Вильгельма II Оранского и Марии Генриетты Стюарт. Мария была старшей дочерью короля Карла I и сестрой Карла II и Якова II.
За восемь дней до рождения Вильгельма его отец умер от оспы. Колыбель новорождённого принца была задрапирована чёрной тканью в знак скорби по его отцу. Поскольку титул штатгальтера Нидерландов не являлся наследуемым, маленький Вильгельм не получил его сразу после рождения. Немедленно возник конфликт по поводу имени для младенца между Марией и матерью Вильгельма II Амалией Сольмс-Браунфельсской. Мария хотела назвать его в честь своего отца Карлом, но её свекровь настояла на имени «Вильгельм» в укрепление идеи, что он будет штатгальтером. По завещанию Вильгельма II опекуном сына становилась его жена; однако документ не был подписан ко времени смерти и не имел юридической силы. 13 августа 1651 года Верховный суд Голландии и Зеландии постановил, что опеку разделят его мать, бабушка по отцу и курфюрст Бранденбурга Фридрих Вильгельм, чья жена Луиза Генриетта была старшей сестрой отца младенца.

### Детство и образование
Мать Вильгельма не особенно интересовалась сыном, который видел её довольно редко, и всегда сознательно отделяла себя от голландского общества. Сначала образованием Вильгельма занимались несколько голландских гувернанток, некоторые родом из Англии. С апреля 1656 года каждый день принц получал религиозные наставления от кальвинистского проповедника Корнелиуса Тригленда, последователя богослова Гисберта Воэция. Идеальное образование для Вильгельма описано в «Discours sur la nourriture de S. H. Monseigneur le Prince d’Orange», кратком трактате, автором которого был, возможно, один из наставников Вильгельма Константейн Хёйгенс. Согласно этому материалу, принца учили, что ему предопределено стать инструментом Промысла Божьего, выполнив историческое предназначение Оранской династии.

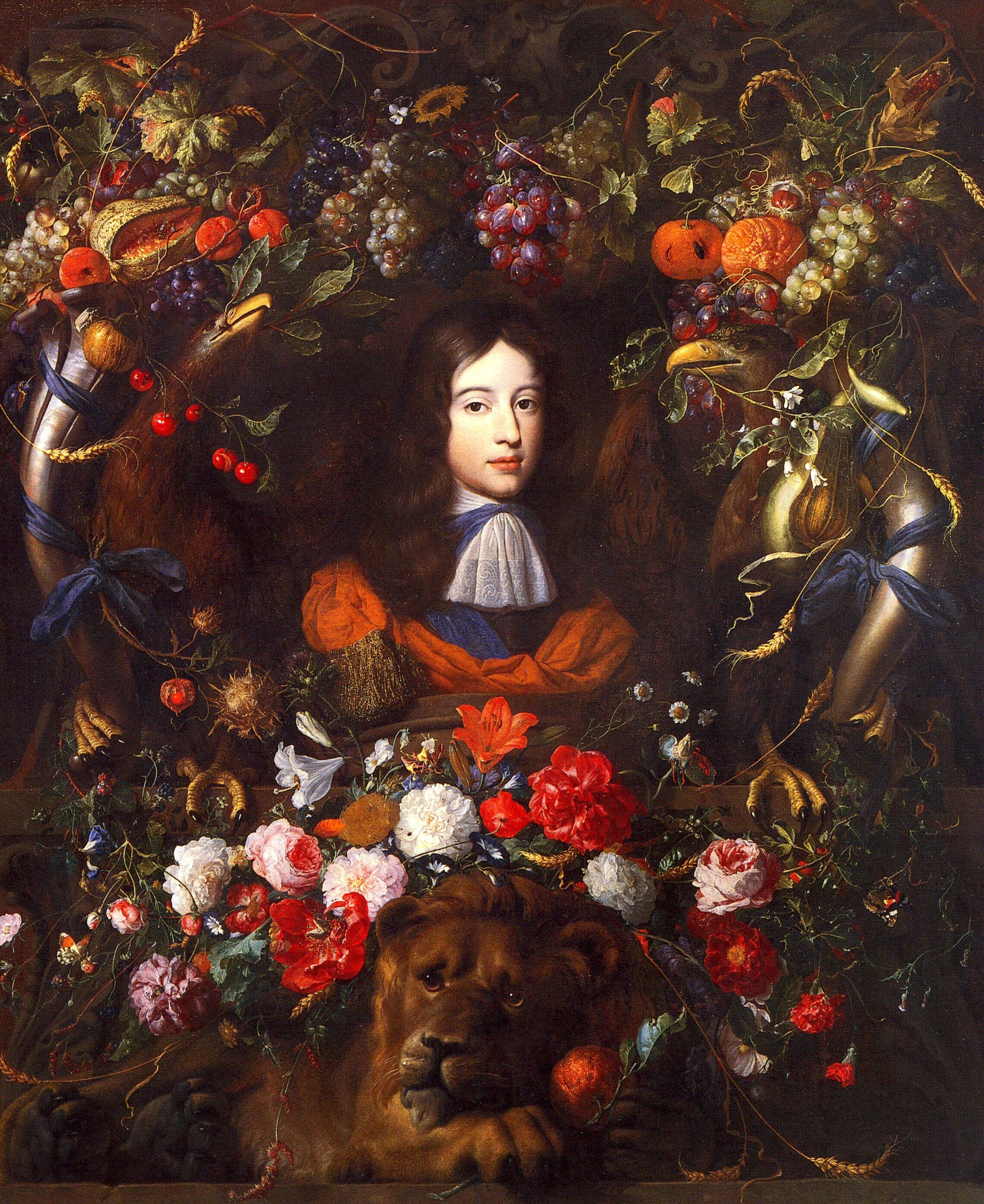
Молодой принц среди цветов на портрете кисти Яна ван дер Меера и Яна Давидса де Хема

С начала 1659 года Вильгельм провёл семь лет в Лейденском университете, где учился под руководством профессора Хендрика Борниуса (хотя официально среди студентов не значился). Проживая в Делфте, Вильгельм имел небольшую свиту, в которую входили Ганс Вильгельм Бентинк и новый гувернёр, Фредерик Нассау ван Зуйлештейн — дядя Вильгельма по отцу (внебрачный сын Фредерика-Генриха Оранского). Французскому языку его учил Самюэль Шапезу (после смерти матери бабушка Вильгельма его уволила).
Великий пенсионарий Ян де Витт и его дядя Корнелис де Графф принудили Штаты Голландии взять ответственность за образование Вильгельма. Это должно было гарантировать получением им навыков для будущего несения государственной службы; 25 сентября 1660 года Штаты начали действовать. Первое вмешательство властей долго не продлилось. Его мать поехала в Лондон посетить брата Карла II и умерла от оспы в Уайтхолле; Вильгельму тогда было десять лет. В завещании Мария попросила Карла позаботиться об интересах сына, и теперь Карл потребовал от Штатов прекратить вмешательство. 30 сентября 1661 года они подчинились Карлу. В 1661 году Зуйлештейн начал работать на Карла. Он побуждал Вильгельма писать дяде письма с просьбой помочь ему когда-нибудь стать штатгальтером. После смерти матери Вильгельма его образование и опека над ним стали предметом спора между оранжистами и республиканцами.
Генеральные Штаты всеми силами пытались игнорировать эти интриги, но одним из условий Карла в мирном договоре по итогам Второй англо-голландской войны было улучшение положения его племянника. Чтобы снизить угрозу со стороны Англии, в 1666 году Штаты официально провозгласили его воспитанником правительства. Все про-английские придворные, включая Зуйлештейна, были удалены из окружения Вильгельма. Вильгельм просил де Витта позволить остаться Зуйлештейну, но получил отказ. Де Витт, как ведущий политический деятель республики, взял образование Вильгельма в свои руки, каждую неделю наставляя его по государственным вопросам и часто играя с ним в реал-теннис.

## Ранняя карьера

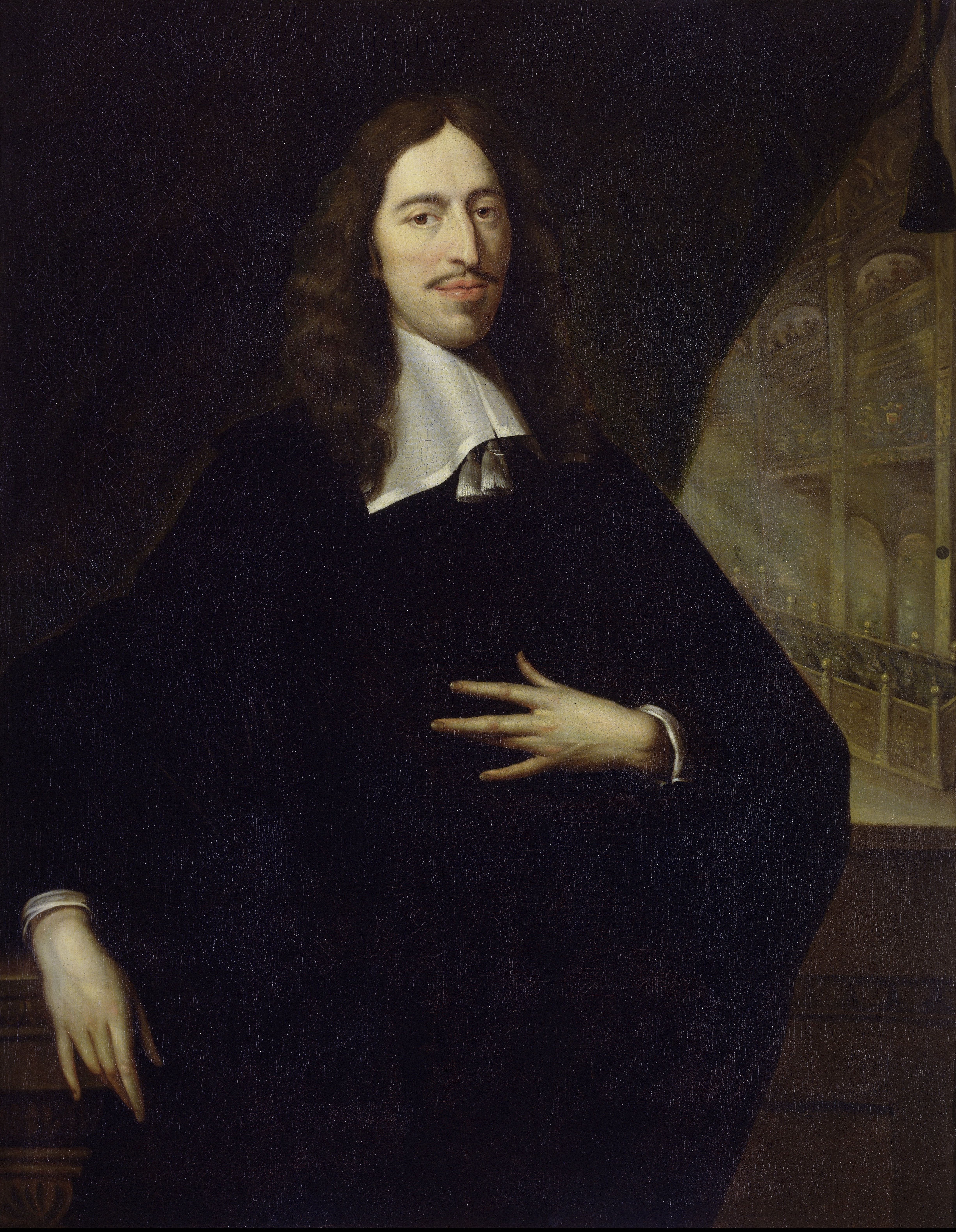
Ян де Витт с 1666 года занимался образованием Вильгельма.

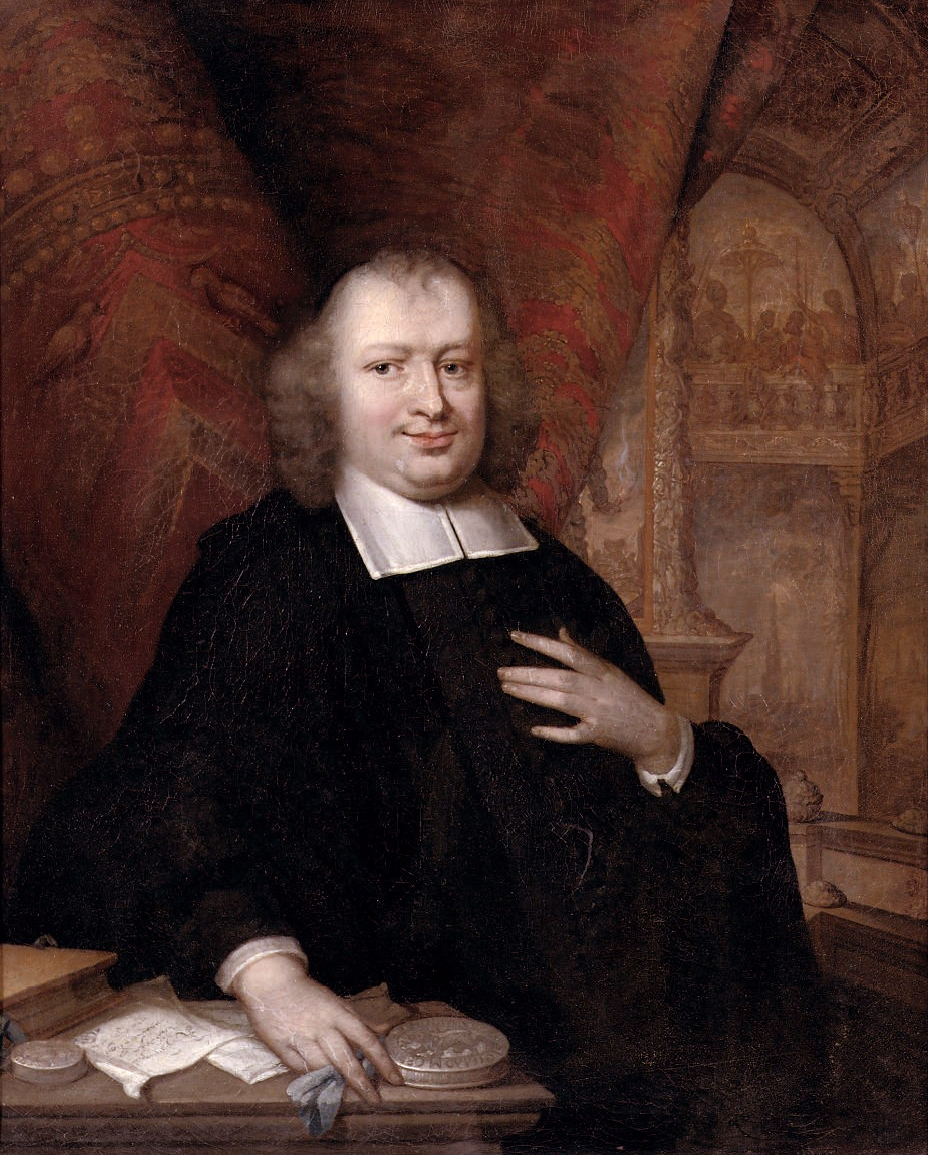
Гаспар Фагель стал следующим после Витта великим пенсионарием и был больше привержен интересам Вильгельма.

### Отстранение от штатгальтерства
После смерти отца Вильгельма большая часть провинций не стала назначать нового штатгальтера. У Вестминстерского мирного договора, окончившего Первую англо-голландскую войну, было секретное приложение, внесённое по требованию Оливера Кромвеля: от Голландии требовалось принятие Акта устранения, который запрещал Голландии назначать членов Оранской династии на должность штатгальтера. После реставрации Стюартов было провозглашено, что акт больше не действует, так как больше не существует Английской республики, (с которой был заключён договор). В 1660 году Мария и Амалия попытались убедить штаты нескольких провинций признать Вильгельма будущим штатгальтером, но все поначалу отказались.
В 1667 году, когда Вильгельму III скоро должно было исполниться 18, оранжистская партия снова попыталась привести его к власти, закрепив за ним должности штатгальтера и капитан-генерала. Для предотвращения восстановления влияния Оранской династии де Витт позволил пенсионарию Харлема Гаспару Фагелю побудить Штаты Голландии принять Вечный эдикт. По указу капитан-генерал Нидерландов не мог одновременно быть штатгальтером любой из провинций. Но сторонники Вильгельма продолжили искать пути, чтобы поднять его престиж, и 19 сентября 1668 года Штаты Зеландии провозгласили его «Первым из благородных». Для принятия этого звания Вильгельму пришлось ускользнуть от внимания учителей и секретно приехать в Мидделбург. Месяцем позже Амалия позволила Вильгельму самостоятельно управлять своим двором и провозгласила его совершеннолетним.
Голландская провинция, как оплот республиканцев, в марте 1670 года отменила должность штатгальтера, и за ней последовали ещё четыре провинции. Де Витт потребовал от каждого регента (член городского совета) в Голландии принести клятву в поддержку эдикта. Вильгельм считал это поражением, но на самом деле был достигнут компромисс: де Витт предпочёл бы полностью игнорировать Вильгельма, но теперь появилась возможность его повышения до члена высшего командования армией. Де Витт затем признал, что Вильгельм может быть членом Государственного совета Нидерландов, который тогда был органом, контролирующим военный бюджет. 31 мая 1670 Вильгельм стал членом совета с полным правом голоса, хотя де Витт настаивал, что он должен лишь участвовать в обсуждениях.

### Конфликт с республиканцами
В ноябре 1670 года Вильгельм получил разрешение на выезд в Англию, чтобы убедить Карла вернуть хотя бы часть из 2 797 859 гульденов, которые Стюарты должны были Оранской династии. Карл не мог заплатить, но Вильгельм согласился сократить сумму долга до 1 800 000 гульденов. Карл обнаружил, что его племянник преданный кальвинист и голландский патриот, и пересмотрел желание показать ему Дуврский договор с Францией, направленный на уничтожение Республики Соединённых провинций и установление Вильгельма на должности «суверена» государства-обрубка. Со своей стороны, Вильгельм узнал, что Карл и Яков ведут жизнь, отличную от его, больше времени уделяя выпивке, азартным играм и любовницам.
В следующем году Республике стало ясно, что англо-французское нападение неизбежно. Перед этой угрозой Штаты Гелдерланда объявили, что желают, чтобы Вильгельм стал капитан-генералом армии Штатов Нидерландов, так скоро, как возможно, невзирая на его молодость и неопытность. 15 декабря 1671 года Штаты Утрехта официально поддержали это. 19 января 1672 года Штаты Голландии сделали контрпредложение: назначить Вильгельма только на одну кампанию. Принц отказался, и 25 февраля был достигнут компромисс: назначение от Генеральных штатов на одно лето, за которым на 22 день рождения Вильгельма последовало назначение без ограничения времени. Между тем, в январе 1672 года Вильгельм написал Карлу письмо, попросив дядю воспользоваться ситуацией и надавить на Штаты, чтобы те назначили Вильгельма штатгальтером. Со своей стороны, Вильгельм бы поспособствовал союзу Республики и Англии и содействовал бы интересам Англии в такой мере, в какой ему позволят «честь и верность этому государству». Карл не предпринял в связи с этим ничего и продолжил подготовку к войне.

## Штатгальтер

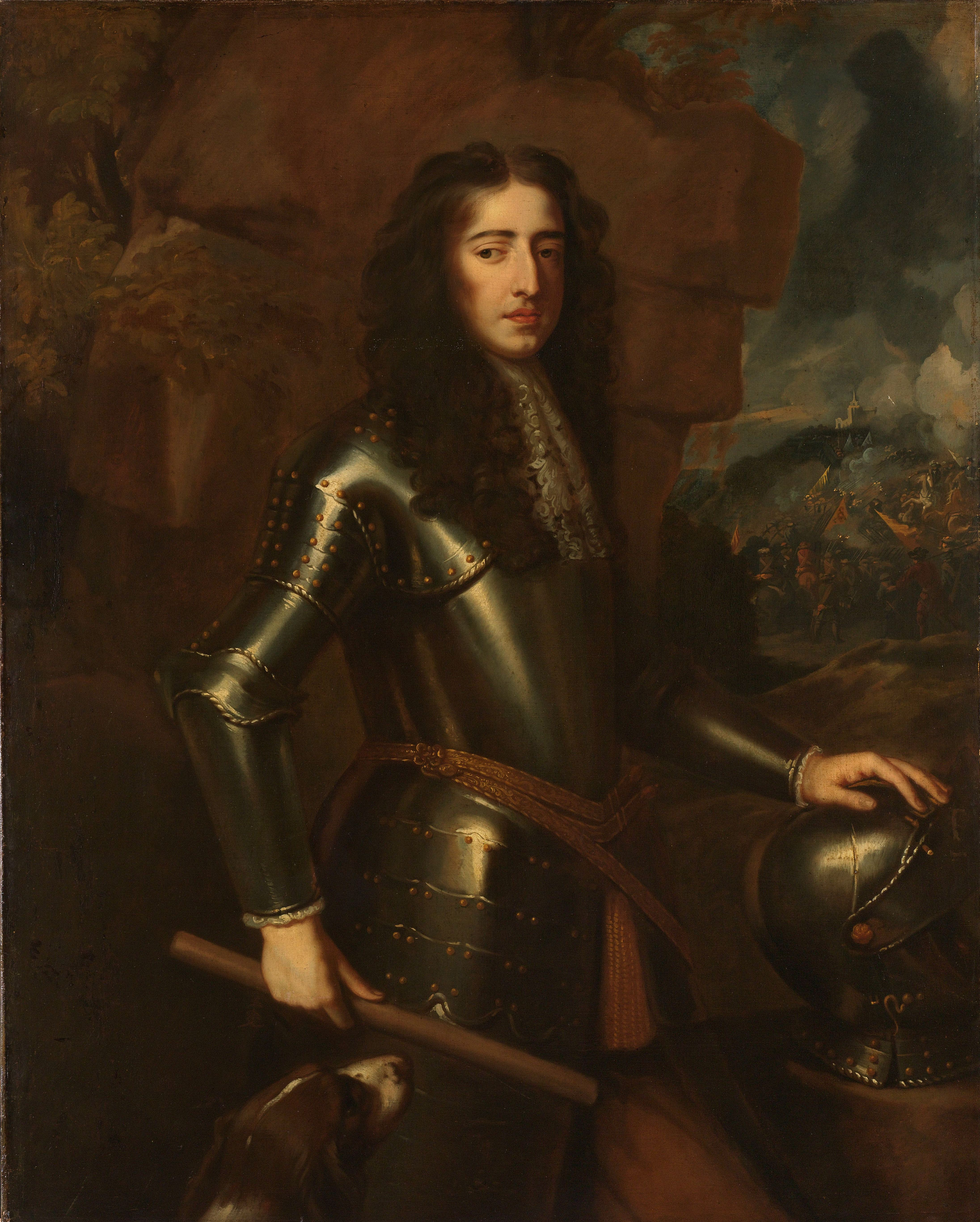
Портрет Вильгельма III кисти неизвестного художника

В начале 1670-х годов Нидерланды были вовлечены в нескончаемые войны с Англией, а затем и с Францией. 4 июля 1672 года 21-летний принц Вильгельм был провозглашён штатгальтером и главнокомандующим, а 20 августа братья де Витт были зверски растерзаны толпой, натравленной оранжистами, сторонниками принца. Несмотря на то, что причастность Вильгельма Оранского к этому убийству бывшего правителя республики Голландия так никогда и не была доказана, известно, что он воспрепятствовал привлечению к суду зачинщиков убийства и даже вознаградил некоторых из них: Хендрика Верхоффа — деньгами, а других вроде Яна ван Банхема и Яна Кифита — высокими должностями. Это нанесло ущерб его репутации так же, как и предпринятые им впоследствии карательные действия в Шотландии, известные в истории, как Резня в Гленко.
В эти годы он проявил недюжинные способности правителя, сильный характер, закалённый в трудные годы правления республиканцев. Энергичными мерами молодой правитель остановил наступление французов, затем составил коалицию с Бранденбургом, Австрией и Испанией, при помощи которых одержал ряд побед и вывел Англию из войны (1674 год).

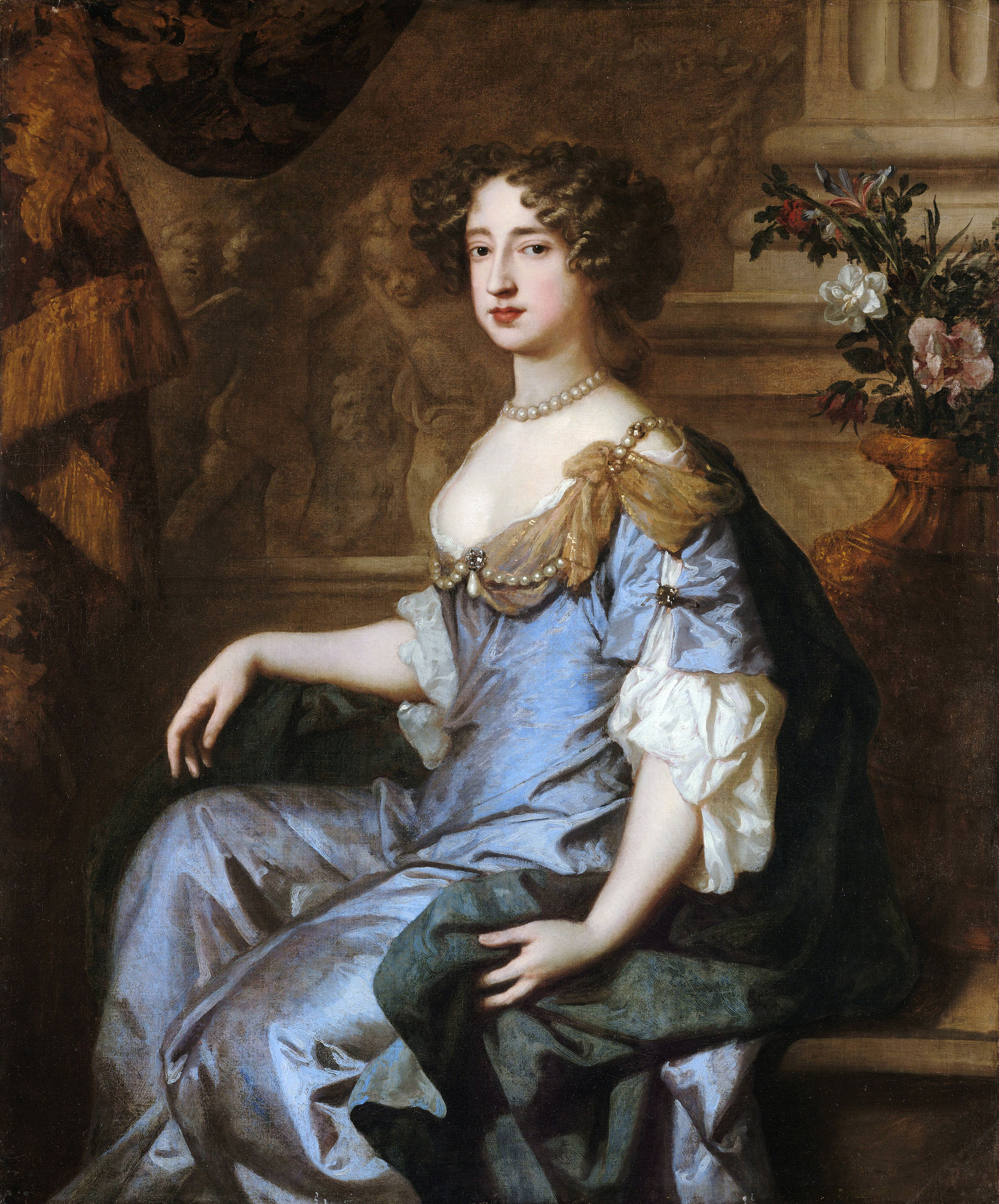
Жена Вильгельма, королева Мария II

В 1677 году Вильгельм женился на своей двоюродной сестре Марии Стюарт, дочери герцога Йоркского, будущего короля Англии Якова II. Современники сообщали, что отношения между супругами были тёплыми и доброжелательными. Этот союз и разгром армии Людовика XIV у Сен-Дени в 1678 году завершили войну с Францией (правда, ненадолго).

## «Славная революция» (1688)

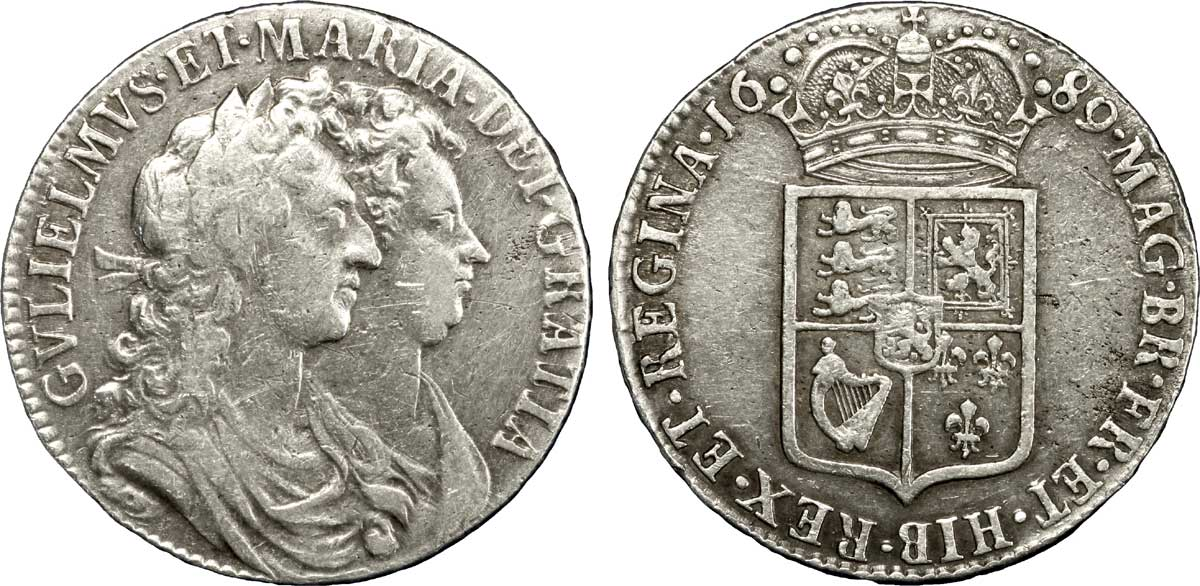
Вильгельм III с супругой на монете (полкроны, 1689)

В 1685 году после смерти английского короля Карла II, не имевшего законных детей, на трон Англии и Шотландии вступил дядя и тесть Вильгельма, Яков II, непопулярный среди правящего слоя. Ему приписывали стремление восстановить в Англии католицизм и заключить альянс с Францией. Некоторое время противники Якова надеялись на смерть уже немолодого короля, после чего трон Англии заняла бы его дочь-протестантка Мария, жена Вильгельма. Однако в 1688 году у 55-летнего Якова II неожиданно родился сын, и это событие послужило толчком к перевороту. В неприятии политики короля Якова основные политические группировки объединились и договорились пригласить на смену «тирану-католику» голландскую чету — Марию и Вильгельма. К этому времени Вильгельм несколько раз посетил Англию и завоевал там большую популярность, особенно среди вигов.
В том же 1688 году Яков II усилил гонения на англиканское духовенство и рассорился с тори. Защитников у него практически не осталось (Людовик XIV был занят войной за Пфальцское наследство). Объединённая оппозиция — парламент, духовенство, горожане, землевладельцы — тайно направили Вильгельму призыв возглавить переворот и стать королём Англии и Шотландии.
5 (15) ноября 1688 года Вильгельм высадился в Англии с армией из 40 тысяч пехотинцев и 5 тысяч кавалеристов. На его штандарте были начертаны слова: «Я буду поддерживать протестантство и свободу Англии». Он не встретил никакого сопротивления: королевская армия, министерство и даже члены королевской семьи немедленно перешли на его сторону. Решающей стала поддержка переворота командующим армией бароном Джоном Черчиллем, ранее очень близким к королю Якову II.
Старый король бежал во Францию. Однако он не смирился с поражением: в 1690 году, когда против англичан восстала Ирландия, Яков получил военную помощь во Франции и предпринял попытку возвращения к власти. Но Вильгельм лично возглавил ирландскую экспедицию и в сражении на реке Бойн католическая армия была разгромлена.
В январе 1689 года парламент провозгласил Вильгельма и его супругу монархами Англии и Шотландии на равных правах. Виги предложили поначалу Вильгельму стать консортом (просто супругом царствующей королевы Марии), но Вильгельм категорически отказался. Коронация новых правителей прошла 11 апреля 1689 года в Вестминстерском аббатстве при участии епископа Лондона. Спустя 5 лет Мария умерла, и в дальнейшем Вильгельм руководил страной сам. Он правил Англией, Шотландией, Ирландией, сохраняя также свою власть и в Нидерландах — до конца жизни.

## Король Англии и Шотландии (1688—1702)

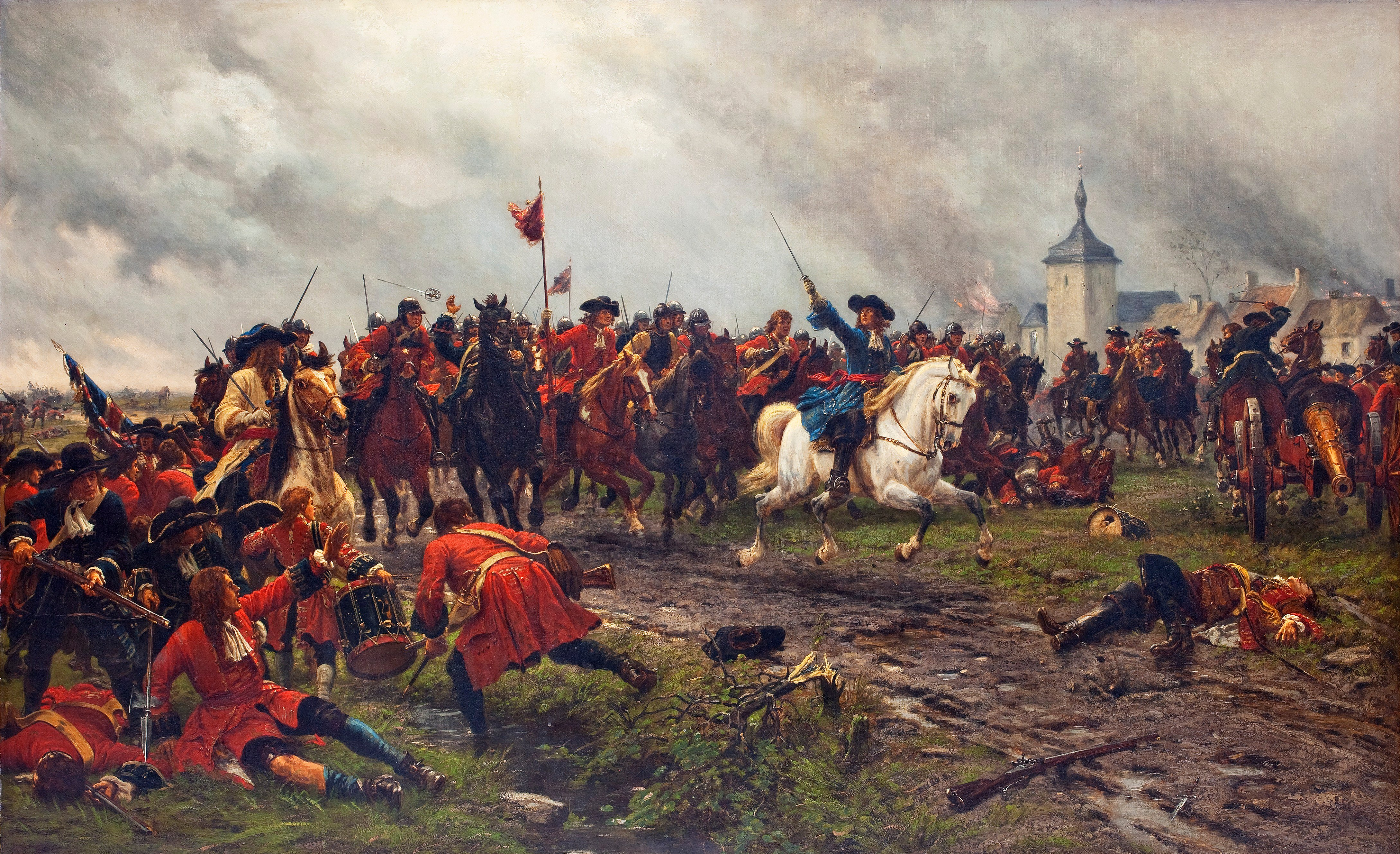
«Вильгельм Оранский в битве при Неервиндене». Худ. Эрнест Крофтс

Первые годы правления Вильгельм боролся со сторонниками Якова (якобитами), разгромив их сначала в Шотландии (1689 год), а затем — в Ирландии (в битве на реке Бойн, 1690 год). Ирландские протестанты (оранжисты) до сих пор отмечают этот день как праздник и чтят Вильгельма Оранского как героя. Оранжевый цвет (фамильный для Оранской династии) на флаге Ирландии — символ протестантов.
Непримиримый оппонент самого могущественного католического короля Европы, Людовика XIV, Вильгельм неоднократно воевал против него на суше и на море ещё в бытность правителем Нидерландов. Людовик не признал Вильгельма королём Англии и Шотландии, поддерживая притязания Якова II. Для борьбы с державой Бурбонов Вильгельм Оранский создал мощную армию и самый значительный английский флот со времён Елизаветы I. После долгой череды войн Людовик XIV был вынужден заключить мир и признать Вильгельма законным королём Англии (1697 год). Тем не менее Людовик XIV продолжал поддерживать Якова II, а после его смерти в 1701 году — его сына, объявившего себя Яковом III.
Вильгельм был лично знаком и дружен с русским царём Петром I, который во время Великого посольства (1697—1698) посетил принца Оранского в обоих его владениях — и в Нидерландах, и в Англии.

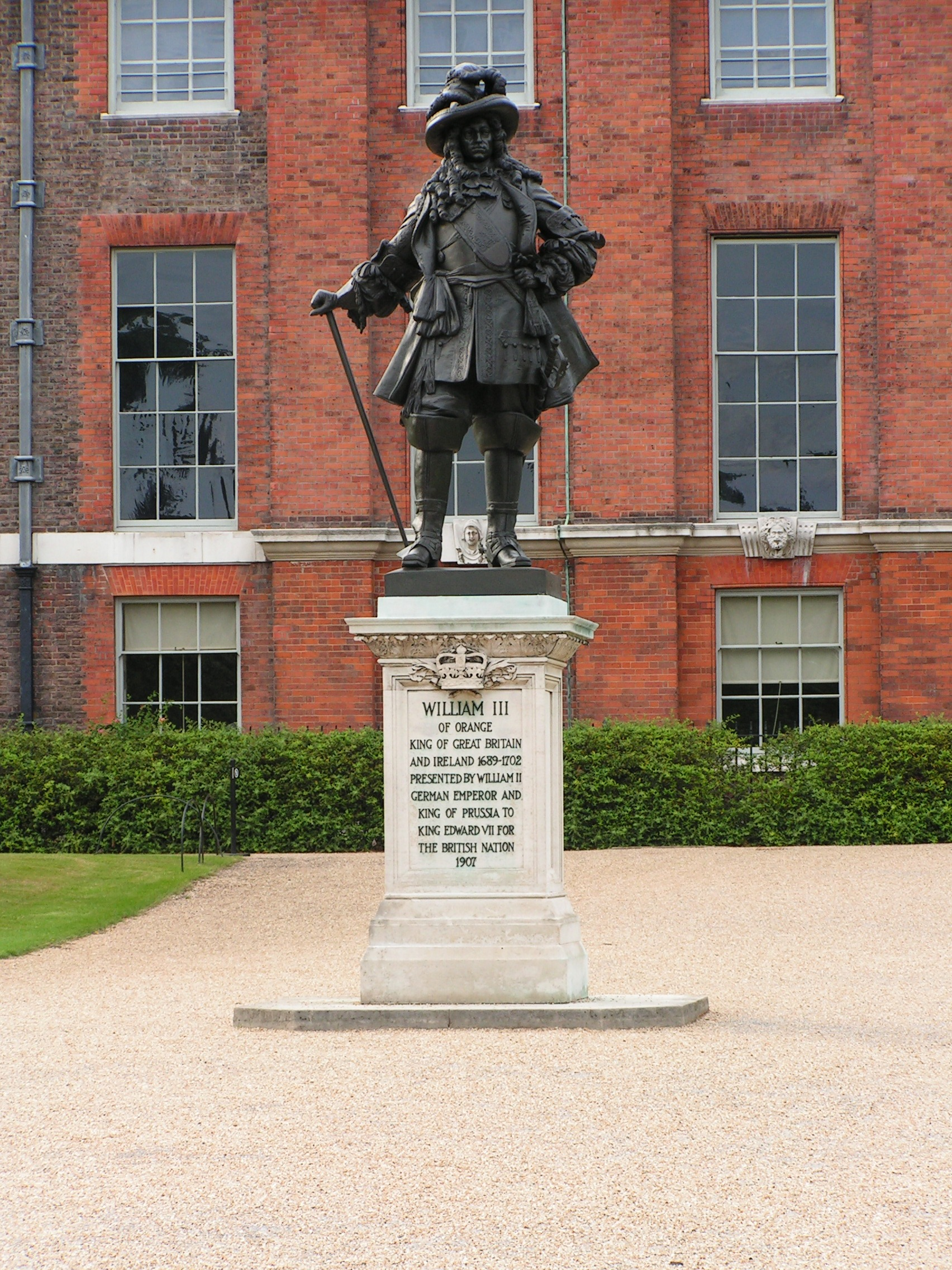
Памятник Вильгельму III в Кенсингтонгском дворце

Правление Вильгельма III ознаменовало решительный переход к конституционной (парламентской) монархии. При нём принят Билль о правах (1689 год) и ряд других основополагающих актов, определивших развитие английской конституционно-правовой системы на два последующих века. Позитивную роль сыграл и «Акт о веротерпимости». При этом, веротерпимость относилась исключительно к протестантам, не принадлежащим к Англиканской церкви, ущемления в правах католиков сохранялись до второй половины XIX столетия.
В 1694 году при поддержке короля был основан Английский банк, а в 1702 году, незадолго до смерти, король одобрил создание объединённой Ост-Индской компании. Начался расцвет литературы (Джонатан Свифт), науки (Исаак Ньютон), архитектуры (Кристофер Рен), мореплавания. Завершается подготовка к массовой колонизации Северной Америки. Памятью об этом является название столицы Багамских островов Нассау (1695).
Незадолго до смерти (в 1701 году, после смерти малолетнего племянника герцога Глостерского) Вильгельм утвердил «Акт о престолонаследии», согласно которому британский трон не могли занимать католики и лица, состоящие в браке с католиками.
В конце жизни страдал от астмы.
Вильгельм скончался от воспаления лёгких, которое было осложнением после перелома плеча. Король сломал плечо при падении с лошади, и ходили слухи, что это случилось из-за того, что лошадь ступила в кротовую норку. Якобиты после этого охотно произносили тост «за того кротика» («джентльмена в чёрном жилете»). Детей у Вильгельма и Марии не было, и трон заняла сестра Марии, Анна.

## В культуре
Кино
- «Последний король» / Charles II: The Power & the Passion — мини-сериал BBC, снятый в 2003 году британским режиссёром Джо Райтом. В роли  Вильгельма - Йохум тен Хааф.

## Генеалогическое древо
Слева — линия отца (Оранские), справа — линия матери (Стюарты).
| Вильгельм I Молчаливый | Вильгельм I Молчаливый | Вильгельм I Молчаливый | Вильгельм I Молчаливый | Вильгельм I Молчаливый   | Вильгельм I Молчаливый   |                          |                          | Луиза де Колиньи         | Луиза де Колиньи         | Луиза де Колиньи | Луиза де Колиньи | Луиза де Колиньи      | Луиза де Колиньи      |                       |                       | Иоганн Альбрехт I фон Сольмс-Браунфельс | Иоганн Альбрехт I фон Сольмс-Браунфельс | Иоганн Альбрехт I фон Сольмс-Браунфельс | Иоганн Альбрехт I фон Сольмс-Браунфельс | Иоганн Альбрехт I фон Сольмс-Браунфельс | Иоганн Альбрехт I фон Сольмс-Браунфельс |                              |                              | Агнесса фон Сайн-Витгенштейн | Агнесса фон Сайн-Витгенштейн | Агнесса фон Сайн-Витгенштейн | Агнесса фон Сайн-Витгенштейн | Агнесса фон Сайн-Витгенштейн | Агнесса фон Сайн-Витгенштейн |  |  | Яков I | Яков I | Яков I | Яков I | Яков I | Яков I |        |        | Анна Датская | Анна Датская | Анна Датская | Анна Датская | Анна Датская | Анна Датская |              |              | Генрих IV Французский | Генрих IV Французский | Генрих IV Французский | Генрих IV Французский | Генрих IV Французский       | Генрих IV Французский       |                             |                             | Мария Медичи                | Мария Медичи                | Мария Медичи | Мария Медичи | Мария Медичи | Мария Медичи |  |  |
| Вильгельм I Молчаливый | Вильгельм I Молчаливый | Вильгельм I Молчаливый | Вильгельм I Молчаливый | Вильгельм I Молчаливый   | Вильгельм I Молчаливый   |                          |                          | Луиза де Колиньи         | Луиза де Колиньи         | Луиза де Колиньи | Луиза де Колиньи | Луиза де Колиньи      | Луиза де Колиньи      |                       |                       | Иоганн Альбрехт I фон Сольмс-Браунфельс | Иоганн Альбрехт I фон Сольмс-Браунфельс | Иоганн Альбрехт I фон Сольмс-Браунфельс | Иоганн Альбрехт I фон Сольмс-Браунфельс | Иоганн Альбрехт I фон Сольмс-Браунфельс | Иоганн Альбрехт I фон Сольмс-Браунфельс |                              |                              | Агнесса фон Сайн-Витгенштейн | Агнесса фон Сайн-Витгенштейн | Агнесса фон Сайн-Витгенштейн | Агнесса фон Сайн-Витгенштейн | Агнесса фон Сайн-Витгенштейн | Агнесса фон Сайн-Витгенштейн |  |  | Яков I | Яков I | Яков I | Яков I | Яков I | Яков I |        |        | Анна Датская | Анна Датская | Анна Датская | Анна Датская | Анна Датская | Анна Датская |              |              | Генрих IV Французский | Генрих IV Французский | Генрих IV Французский | Генрих IV Французский | Генрих IV Французский       | Генрих IV Французский       |                             |                             | Мария Медичи                | Мария Медичи                | Мария Медичи | Мария Медичи | Мария Медичи | Мария Медичи |  |  |
|                        |                        |                        |                        |                          |                          |                          |                          |                          |                          |                  |                  |                       |                       |                       |                       |                                         |                                         |                                         |                                         |                                         |                                         |                              |                              |                              |                              |                              |                              |                              |                              |  |  |        |        |        |        |        |        |        |        |              |              |              |              |              |              |              |              |                       |                       |                       |                       |                             |                             |                             |                             |                             |                             |              |              |              |              |  |  |
|                        |                        |                        |                        | Фредерик-Генрих Оранский | Фредерик-Генрих Оранский | Фредерик-Генрих Оранский | Фредерик-Генрих Оранский | Фредерик-Генрих Оранский | Фредерик-Генрих Оранский |                  |                  |                       |                       |                       |                       |                                         |                                         |                                         |                                         | Амалия Сольмс-Браунфельсская            | Амалия Сольмс-Браунфельсская            | Амалия Сольмс-Браунфельсская | Амалия Сольмс-Браунфельсская | Амалия Сольмс-Браунфельсская | Амалия Сольмс-Браунфельсская |                              |                              |                              |                              |  |  |        |        |        |        | Карл I | Карл I | Карл I | Карл I | Карл I       | Карл I       |              |              |              |              |              |              |                       |                       |                       |                       | Генриетта Мария Французская | Генриетта Мария Французская | Генриетта Мария Французская | Генриетта Мария Французская | Генриетта Мария Французская | Генриетта Мария Французская |              |              |              |              |  |  |
|                        |                        |                        |                        | Фредерик-Генрих Оранский | Фредерик-Генрих Оранский | Фредерик-Генрих Оранский | Фредерик-Генрих Оранский | Фредерик-Генрих Оранский | Фредерик-Генрих Оранский |                  |                  |                       |                       |                       |                       |                                         |                                         |                                         |                                         | Амалия Сольмс-Браунфельсская            | Амалия Сольмс-Браунфельсская            | Амалия Сольмс-Браунфельсская | Амалия Сольмс-Браунфельсская | Амалия Сольмс-Браунфельсская | Амалия Сольмс-Браунфельсская |                              |                              |                              |                              |  |  |        |        |        |        | Карл I | Карл I | Карл I | Карл I | Карл I       | Карл I       |              |              |              |              |              |              |                       |                       |                       |                       | Генриетта Мария Французская | Генриетта Мария Французская | Генриетта Мария Французская | Генриетта Мария Французская | Генриетта Мария Французская | Генриетта Мария Французская |              |              |              |              |  |  |
|                        |                        |                        |                        |                          |                          |                          |                          |                          |                          |                  |                  |                       |                       |                       |                       |                                         |                                         |                                         |                                         |                                         |                                         |                              |                              |                              |                              |                              |                              |                              |                              |  |  |        |        |        |        |        |        |        |        |              |              |              |              |              |              |              |              |                       |                       |                       |                       |                             |                             |                             |                             |                             |                             |              |              |              |              |  |  |
|                        |                        |                        |                        |                          |                          |                          |                          |                          |                          |                  |                  | Вильгельм II Оранский | Вильгельм II Оранский | Вильгельм II Оранский | Вильгельм II Оранский | Вильгельм II Оранский                   | Вильгельм II Оранский                   |                                         |                                         |                                         |                                         |                              |                              |                              |                              |                              |                              |                              |                              |  |  |        |        |        |        |        |        |        |        |              |              |              |              | Мария Стюарт | Мария Стюарт | Мария Стюарт | Мария Стюарт | Мария Стюарт          | Мария Стюарт          |                       |                       |                             |                             |                             |                             |                             |                             |              |              |              |              |  |  |
|                        |                        |                        |                        |                          |                          |                          |                          |                          |                          |                  |                  | Вильгельм II Оранский | Вильгельм II Оранский | Вильгельм II Оранский | Вильгельм II Оранский | Вильгельм II Оранский                   | Вильгельм II Оранский                   |                                         |                                         |                                         |                                         |                              |                              |                              |                              |                              |                              |                              |                              |  |  |        |        |        |        |        |        |        |        |              |              |              |              | Мария Стюарт | Мария Стюарт | Мария Стюарт | Мария Стюарт | Мария Стюарт          | Мария Стюарт          |                       |                       |                             |                             |                             |                             |                             |                             |              |              |              |              |  |  |
|                        |                        |                        |                        |                          |                          |                          |                          |                          |                          |                  |                  |                       |                       |                       |                       |                                         |                                         |                                         |                                         |                                         |                                         |                              |                              |                              |                              |                              |                              |                              |                              |  |  |        |        |        |        |        |        |        |        |              |              |              |              |              |              |              |              |                       |                       |                       |                       |                             |                             |                             |                             |                             |                             |              |              |              |              |  |  |
|                        |                        |                        |                        |                          |                          |                          |                          |                          |                          |                  |                  |                       |                       |                       |                       |                                         |                                         |                                         |                                         |                                         |                                         |                              |                              |                              |                              |                              |                              | Вильгельм III                |                              |  |  |        |        |        |        |        |        |        |        |              |              |              |              |              |              |              |              |                       |                       |                       |                       |                             |                             |                             |                             |                             |                             |              |              |              |              |  |  |